# Emma Forsgren
Emma Forsgren, född 15 augusti 2002 i Danderyd, är en svensk ishockeyspelare som spelar för Djurgårdens IF. Forsgren medverkar i svenska damlandslaget och gjorde sitt första VM 2024.